# Wancimekar
Wancimekar is een bestuurslaag in het regentschap Karawang van de provincie West-Java, Indonesië. Wancimekar telt 16.974 inwoners (volkstelling 2010).